# 北京辽金城垣博物馆
北京考古遗址博物馆（金中都水关遗址），位于北京市丰台区玉林南路玉林里41号，是建在金中都水关遗址上的一座历史博物馆，为北京市文物局直属单位。博物馆建筑外观模仿了水关的外形。北京考古遗址博物馆（金中都水关遗址）是国家三级博物馆。

## 历史

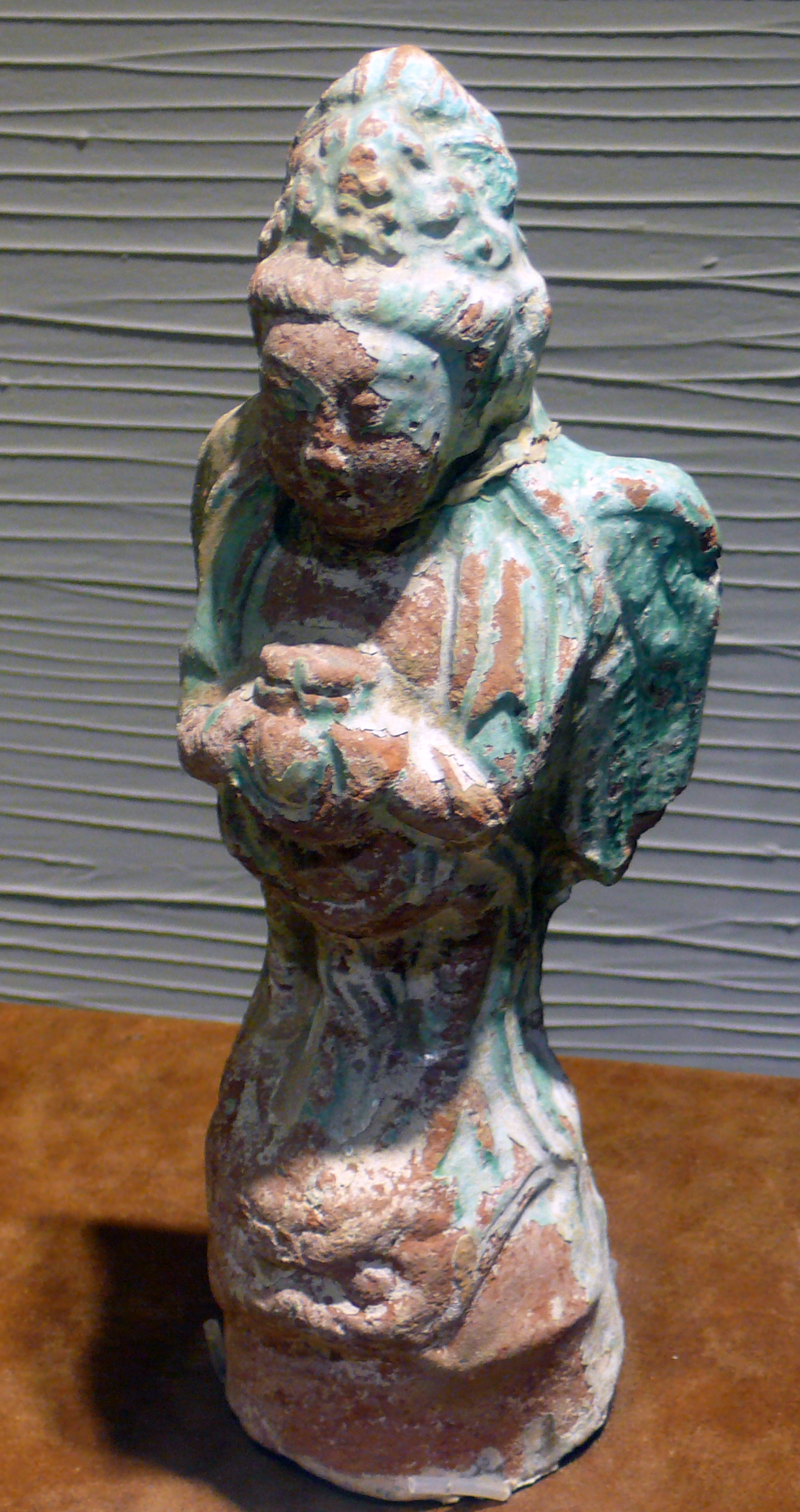
馆藏的金陵绿釉迦陵频伽

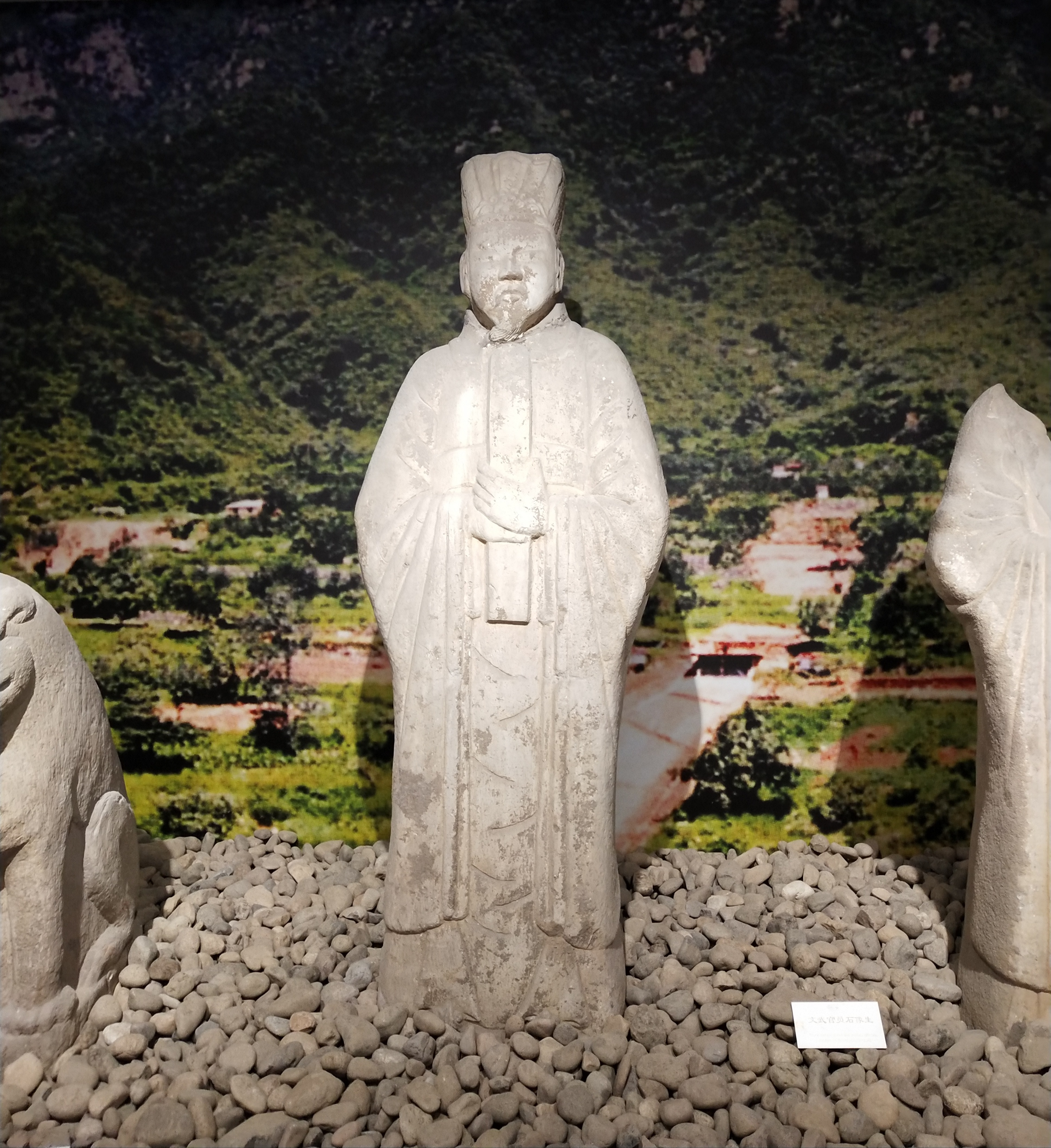
馆藏的金代石像生

辽、金两朝的北京城位于明、清北京城的西南角，那时的北京（辽南京、金中都）是辽、金两朝的陪都，海陵王迁都之后成为金朝的首都。
1990年兴建住宅楼时，施工方发现了此处遗址，文物部门随后进行了发掘，最后确认发现的遗址是金中都水关遗址。该发现入选1990年的全国十大考古新发现。金中都水关遗址是中国目前最大的都城水关遗址，1995年列为第五批北京市文物保护单位，2001年被列入第五批全国重点文物保护单位。
1991年，政府决定在遗址上兴建博物馆加以保护。1995年4月23日，建成的北京辽金城垣博物馆正式对社会开放。2021年6月，由原北京市西周燕都遗址博物馆、原北京市大葆台西汉墓博物馆和原北京辽金城垣博物馆三家遗址类博物馆整合组建北京考古遗址博物馆。该博物馆北靠住宅区，南临凉水河。

## 展览
博物馆的建筑面积为2500平方米，包括两个地上展厅和一个地下展厅。地下展厅即是金中都水关遗址，水关长43.4米，过水涵洞长21米、宽7.7米。地上的两个展厅，一个陈列着从战国到辽金两代的文物，介绍了北京城的历史、金中都水关的建筑结构、发掘的情形等，另一个展厅则陈列着石刻。陈列的文物包括金中都水关遗址、金代皇陵等地出土的文物。

### 金中都水关遗址
水关是中国古代城墙下方供河水出入的水道建筑。金中都水关遗址残存的基础部分，平面呈“][”形，南北走向，全长43.4米。水关建筑为木石结构，最下层的基础是密布的木桩，木桩间以碎石与碎砖瓦砂土夯实。木桩上有衬石枋，衬石枋上铺有地面石。木桩、衬石枋、石板紧密连接。金中都水关遗址的发现，确定了金中都南城墙的方位，并且通过考古钻探向北追寻古河道走向，基本确定了金中都城内水系向东流过龙津桥之后，其中一支向南的走向及通过南城墙进入护城河的确切地点。
金中都水关遗址是研究中国古代建筑及水利设施的实例。

## 参观服务
博物馆目前免费参观，每周二至周日9点至16点开放。日接待最多200人，地下遗址最多允许30人同时参观。